# Typhlocarcinus villosus
Typhlocarcinus villosus is een krabbensoort uit de familie van de Pilumnidae. De wetenschappelijke naam van de soort is voor het eerst geldig gepubliceerd in 1858 door Stimpson.